# Pont de barques

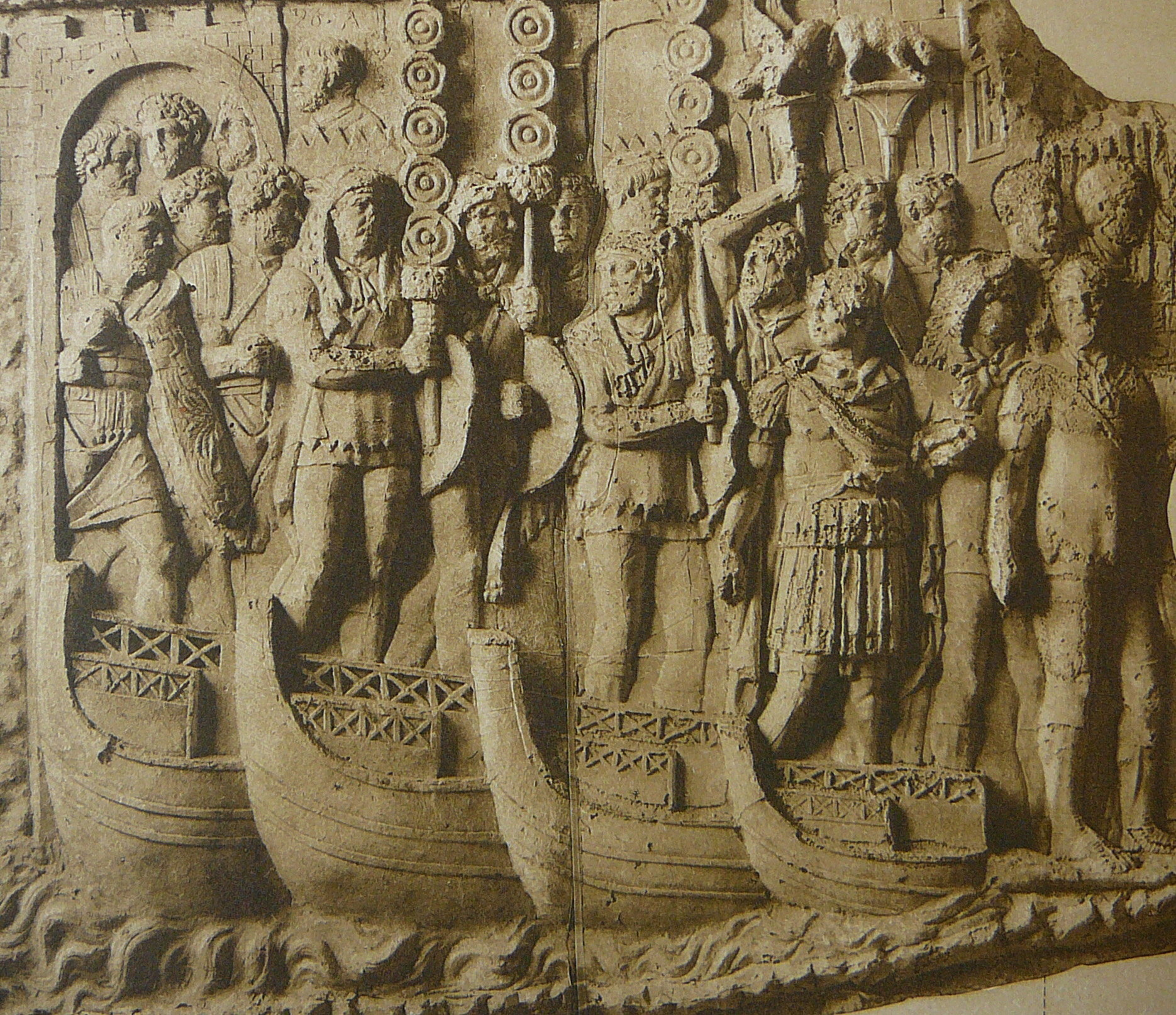
Un baix relleu representant un pont de barques de l'antiga Roma per Cichorius

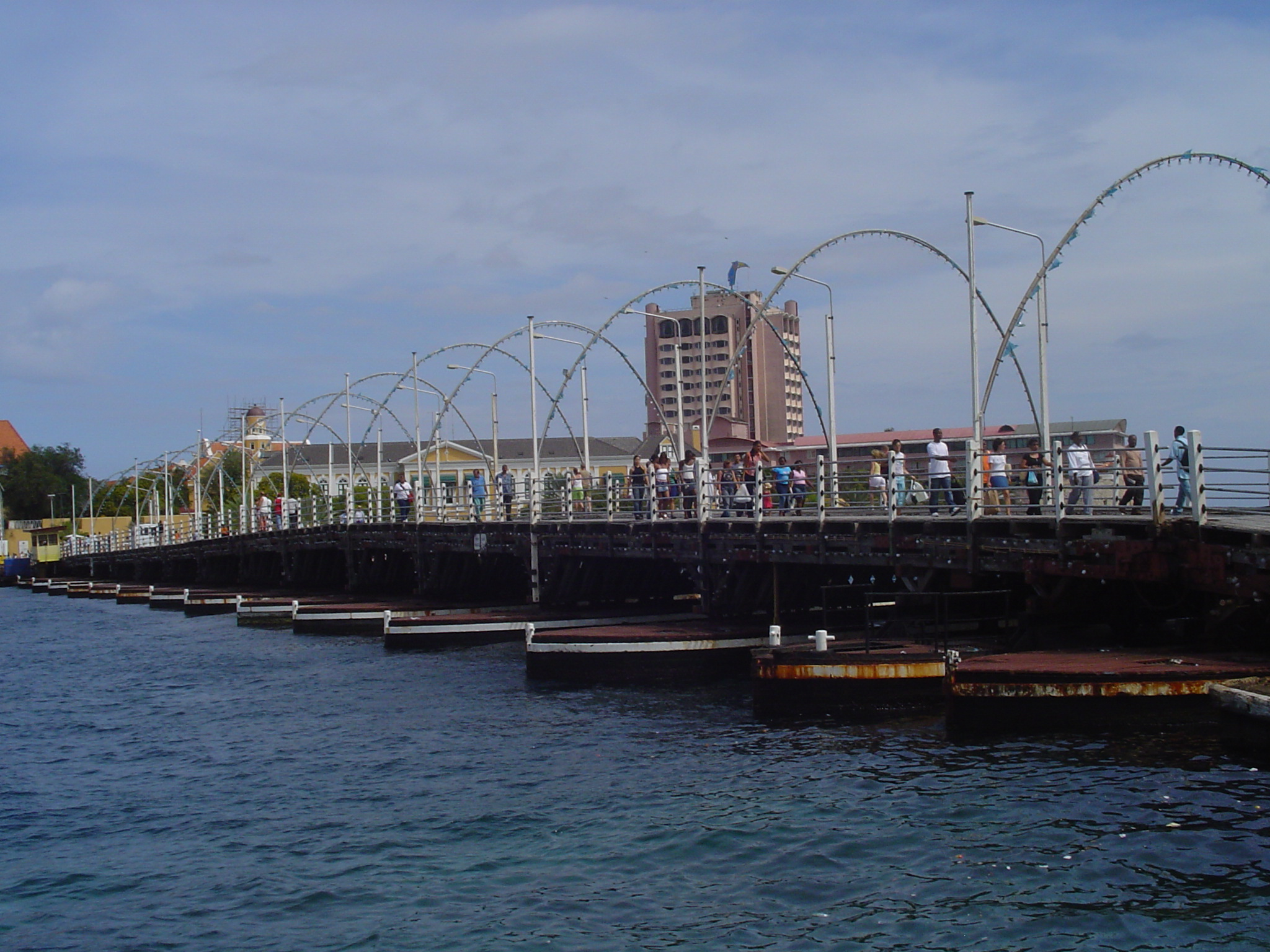
Pont Reina Emma, un pont de pontons a Willemstad (Curaçao, Països Baixos.)

Un pont de barques, pont flotants o pont de pontons, és una infraestructura de fusta que consisteix en una sèrie d'embarcacions col·locades en filera amb una sèrie de panells a la seva part superior per permetre el trànsit de persones o vehicles d'una riba a una altra d'un riu o badia. Als segles xix i xx els ponts de pontons van començar a fabricar-se d'altres materials, com ferro, acer o formigó lleuger.

## Història
El pont de barques es configura com un pont flotant, capaç d'adaptar-se a les pujades i baixades de la marea, amb el desavantatge que no permet el pas per la seva part inferior d'embarcacions. És una alternativa més barata que els ponts de pedra o ferro per a determinats casos, encara que en ser de fusta exigeixen un manteniment periòdic.
Van ser molt freqüents en la badia de Cadis, a Espanya, on va arribar a haver-hi almenys tres ponts de barques. el més conegut és el  pont de barques de Sevilla, que apareix en moltes representacions artístiques del Segle d'Or sobre la ciutat. A Espanya van ser completament substituïts per infraestructures permanents, com passaria a molts altres llocs, com el cas del pont de barques sobre el riu Roine, a Avinyó (França).

## Evolució del pont flotant

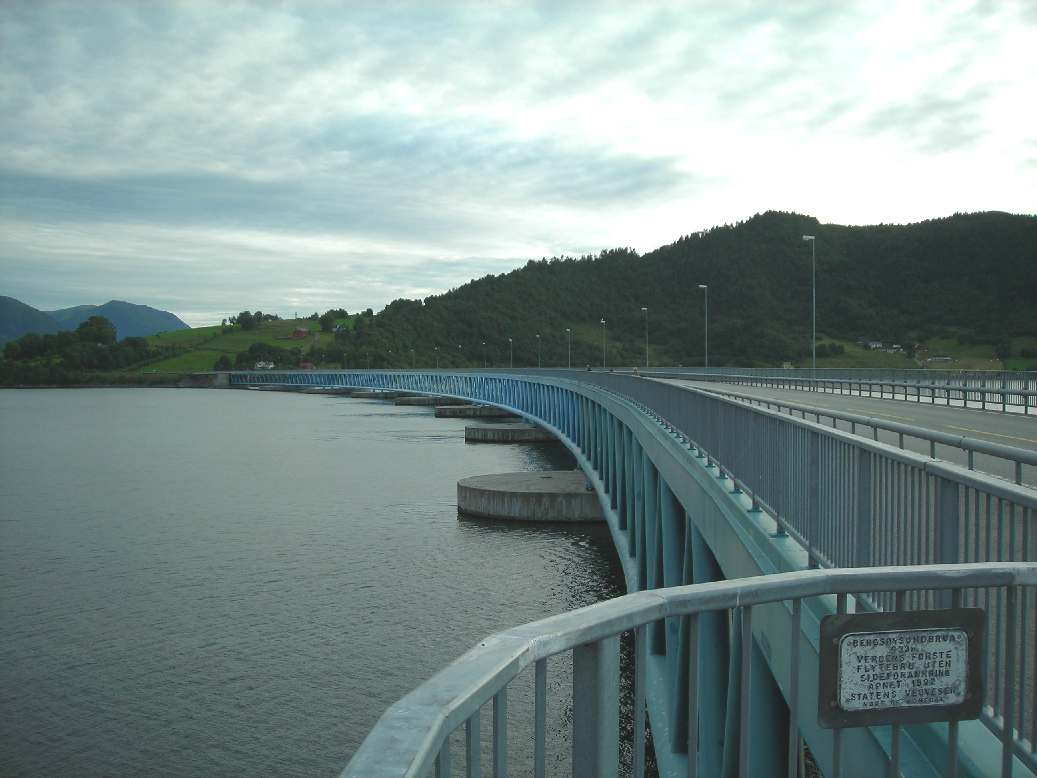
Pont flotant amb pontons de formigó en Bergsoysund, Noruega

Al segle xix els nous ponts flotants van deixar de ser d'embarcacions de fusta i van començar a construir-se amb cossos flotants de ferro o acer. Els cossos que sostenen el pont, pontons, es van començar a fer de formigó lleuger al segle xx.